# 田中製粉
田中製粉（たなかせいふん、Tanaka Flour Milling Inc.,）は、福岡県八女市の製粉会社。

## 沿革
1751年に同市で創業者の田中久四郎が製造業を開始する。
福岡県産の小麦にこだわっており、主にインターネット販売を主とする。
現代では珍しい石臼での製粉をしておりきめ細やかな小麦粉が特徴。